# Отдел самоискоренения
«Отдел самоискоренения» — одна из первых советских, ленинградских панк, анархо-панк групп. Образована в 1982 году Федей «Feddy» «Бегемотом» Лавровым, когда он и Александр «Алекс Оголтелый» Строгачев договорились о взаимном участии в сразу двух группах: «Отдел самоискоренения» и «Народное ополчение». Группа «Отдел самоискоренения» записывалась на подпольной панк студии «Begemotion Records», записи распространялись среди друзей.
В жизни группы «Отдел самоискоренения» существовало два состава: первый и наиболее «звёздный» (1982—1983, с участием бывших и будущих музыкантов «Автоматических удовлетворителей» и «Народного ополчения») и второй: (1984). Летом 1984 года «Отдел самоискоренения» был запрещён КГБ. Все материалы группы подлежали конфискации органами.
30 лет о существовании группы «Отдел самоискоренения» знали лишь самые ярые фанаты панка в России. «Вы*бли Европу Рейган и Андропов» («Военная Монархия»), эти слова были единственным, что знали о группе. В 2013 году после детального ремастеринга и обработки творческого наследия, была выпущенная «Антология» на трёх CD.

## История

### Панк-рок
Основатель ленинградской группы «Отдел самоискоренения» и бессменный её лидер Фёдор «Бегемот» Лавров (барабанщик, мульти-инструменталист и вокалист, основатель студии «Begemotion Records») узнал о панк-роке в шестом классе, летом 1977 года, из передачи Севы Новгородцева на BBC. И из статьи журнала «Крокодил», высмеивавшей тамошние нравы (была фотография некоего панка с кусками мяса — мол, так выглядит группа «Душители», то есть «Stranglers»). Также была по телевизору передача «Международная панорама», где панков с нагуталиненными волосами показывали бегущими по улице. Тогда это преподносилось как форма протеста против буржуазного общества.
Фёдор Лавров: «Международную панораму» я постоянно смотрел. Ведь там часто показывали под занудный комментарий очень важные и современные вещи. Мы видели мир за пределами «железного занавеса», и он не был похож на наш. Опрятный, красивый, уютный. Все это откладывалось в подкорке."

### Первые шаги
Более-менее серьёзное занятие музыкой началось у Феди Лаврова в школе, в 1980 году, когда к нему в класс перевели Сашу «Рикошета» Аксенова (будущего лидера группы «Объект насмешек»), оставленного на второй год. К тому моменту Федя играл на барабанах прог-рок с ребятами постарше, однако его увлечение панк-роком так и оставалось пока в мечтах, приятели-музыканты панк-рок не принимали. И вот тогда и возникает у обоих школьных приятелей, Феди и Саши, желание играть близкую по духу музыку — панк-рок. В 1980 году появляется группа «Резиновый рикошет».
В 1981 году Александр Аксенов знакомит Фёдора Лаврова с Андреем «Свином» Пановым (лидером первой ленинградской панк-группы «Автоматические удовлетворители»), который и дал Саше эту кличку «Рикошет», а в более глубоком смысле, это знакомство оказало влияние и дало толчок к самостоятельному творчеству, добавило и уверенности в собственных силах и показало то, что не только за границей, но и у нас есть свой панк-рок. Рок-концертов в начале 80-х было не очень много, а панк-концертов вообще практически не было, тем не менее Лавров и Аксенов стараются выбраться на каждое такое событие, как, например, выступление группы «Россияне». Одно из знаковых панк-событий, по воспоминаниям Лаврова, это посещение им концерта-прослушивания «Автоматических удовлетворителей» в рок-клуб в ДК 10-летия комсомола на Обводном канале. Это был единственный нормальный концерт «АУ» из первой половины 80-х, с аппаратом, на сцене.
Школьная группа «Резиновый рикошет» просуществовала до 1982 года (практически до момента окончания школы Фёдором и Александром), завершила свой жизненный цикл, оставив аудио наследие из 6-и записанных, но не изданных тогда, треков (в период с 1980—1982). Лишь только в 2010 году Фёдором Лавровым был издан альбом «Аборт» с этими отремастеренными композициями и бонусами. Группа распалась, однако уникальный опыт послужил базой для дальнейших групп и проектов Фёдора Лаврова («Народное ополчение», «Бригадный подряд» и полностью своего проекта — «Отдел самоискоренения»)

## «Отдел самоискоренения»

### Начало
Ленинградские панки репетировали друг у друга дома, играя на «самопальных» гитарах и записывали на «катушечные» магнитофоны своё «антисоветское» творчество. Оформление «магнитоальбомов» тоже делалось самостоятельно. Играть почти никто не умёл, да и аудитории, способной понять их, не было. Записи «Народного ополчения» и «Отдела самоискоренения» ходили по рукам. «Отдел самоискоренения» был единственной ленинградской политизированной панк-группой.
«Отдел самоискоренения» был создан в 1982 году Фёдором Лавровым. Хотя первая запись прото-группы относится к 1981 г., годом создания считается 1982, когда Фёдор Лавров и Александр «Алекс Оголтелый» Строгачев договорились о взаимном участии в сразу двух группах, «Отдел самоискоренения» и «Народное ополчение». В первый состав «Отдела самоискоренения» вошли Фёдор Лавров (автор, голос, барабаны), Александр Строгачев (бас-гитара, экс «Автоматические удовлетворители», «Народное ополчение»), Дмитрий «Ослик» Пшишляк-Парфенов (гитара, будущий музыкант «Автоматических Удовлетворителей», «Алисы» и множества других групп).
Кроме Фёдора Лаврова в записях коллектива принимали участие кто придётся. Помимо вышеозначенных музыкантов, также и будущие звезды ленинградского панк-рока: Андрей «Свин» Панов («Автоматические удовлетворители», «600» и др.), Александр Аксенов («Объект насмешек»). А часть записей «группы» Фёдор Лавров сделал полностью самостоятельно, спев и наиграв все партии инструментов.
«Отдел самоискоренения» записывался на подпольной панк студии «Begemotion Records», записи распространялись среди друзей. Принцип «Отдела самоискоренения» был прост, как Окна РОСТА — «на злобу дня». Текст мог быть написан и трек мог быть «издан» за один вечер. Таким образом композиция «Военная Монархия» пережила несколько редакций. По сути творчество группы «Отдел самоискоренения» было явным продолжением русской народной традиции высмеивания своих властителей. В эпоху Л. И. Брежнева народное творчество на эту тему достигло своего апогея — генсек был прекрасной мишенью для анекдотов. Последовавший за ним Ю. В. Андропов был абсолютно лишён харизмы и слишком быстро умер. «Отдел самоискоренения» возник именно в годы его правления, последние годы холодной войны, гонки вооружений, «ответных мер» и директив, направленных на организацию контроля за молодежью, следствием применения которых и явился запрет группы «Отдел самоискоренения».

### Финал
Первый состав просуществовал до конца 1983, когда Дмитрия Пшишляка-Парфенова призвали в армию. Несколько треков были записаны Фёдором Лавровым соло. Во второй состав «Отдела самоискоренения», собранный в 1984 г., вошли Фёдор Лавров (автор, голос, гитара), Валера «Валюта» (бас), Дима «Волосатый» Бучин (барабаны; позднее Дмитрий вошёл в первый состав группы Святослава Задерия «Нате!»). Летом 1984 года «Отдел самоискоренения» был запрещён КГБ. Записи, фотографии группы, распечатанные на машинке тексты песен, листовки и манифесты должны были быть собраны и сданы в органы автором, исполнителями и поклонниками. Лавров был вынужден подписать обязательство не сочинять, не записывать и не распространять записи, порочащие Советский Союз, КПСС и её лидеров. Создателю панк-группы грозил тюремный срок, от которого Лаврова спасла статья, полученная за короткое время службы в советской армии весной того же 1984 г.
Обеспокоенность КГБ неудивительна, если посмотреть на тексты песен, то становится ясно, что шансов на выступления у «доперестроечной» группы не было никаких. «Военная монархия» (1983):

Радио-прививки патриотизма

Террор фанатиков парт-идиотизма

Два пупа подвязаны знаменами

В испуге не знают, что ещё сделать с нами

Вы*бли Европу

Рейган и Андропов

Вы*бли Европу

С двух сторон

Революция на штыках — известная истина

Что же посеяли мы в Афганистане

То же надо, верно, Рейгану в Гренаде

Революцию — в штыки! Не все ли хрен один

…

А на хера нам, на х*я она

Военная Монархия а-а!

Дайте мне повоевать вдоволь

Я Статую Свободы уделаю вдовой

А если к жене не вернусь кастратом

Нарожаю кретинов, чтоб не рожать солдат вам
Или «Войны для войнов»:

… в борьбе за жизнь не нужны вожди

пока против самих себя мы не начнём движенье…

против себя, но за людей на следующий день

Войны Для Воинов -

А с меня довольно!
Творчество группы «Отдел самоискоренения» часто ошибочно ассоциируется с группой «Народное ополчение», что неудивительно: обе группы репетировали и записывались в одной студии. Разница определялась отчасти по авторству, но большей частью стилистически. «Отдел самоискоренения» играл социальный, протестный панк-рок, а «Народное ополчение» — пост-панк, позднее ска-панк и алкоголь-бомж-рок (по определению самого Алекса Оголтелого).

### Послесловие
В 1986 году Фёдор Лавров был одним из инициаторов создания панк-группы «Бригадный подряд» (в дальнейшем очень успешной и в том или ином виде существующей с таким названием и в 2014 году), и до 1987 года был её участником. Благодаря чему в творчестве группы было 2 композиции «Отдела самоискоренения»: «Войны для войнов» и «Каждый человек» («Оптимист»), а также материал, написанный Фёдором специально для «Бригадного подряда». В 1987 году, после записи нескольких депрессивных пост-панковских альбомов «Народного ополчения» и дебютного альбома «Бригадного подряда» (1986 год) студия «Begemotion Records», как подпольная панк-студия, была закрыта.
В 1996—2000 годах Фёдор Лавров организовал и успешно концертировал в брит-поп группе «Бегемот» / «Begemot» (пит-поп, powerpop, с элементами панк-рока, прог-рока и альтернативы), где нашлось место как новым композициям, так и старым панк-хитам группы «Отдел самоискоренения», записанных в 1997 году за одну ночную студийную сессию на одноимённом альбоме в новой стилистике инди-рока.
Однако, это были ассоциированные проекты. Точка в истории группы «Отдел самоискоренения» ещё не была окончательно поставлена. В 1994, перед отъездом во Францию (1994—1996), Фёдор Лавров реанимировал студию «Begemotion Records» и записал два трека «Отдела самоискоренения» на своей домашней студии. Один из них был главный хит группы «Военная Монархия #3», посвящённый перенесённым страной путчам и «10-летию Запрета „Отдела самоискоренения“». Этот вариант текста с купюрами цитировался в ТВ-фильме о России, созданном второй женой Фёдора Юлией Лавровой, тогда журналистом Пятого Канала СПб.
В 2006 году «Военная Монархия / План Путина» пережила последнюю четвёртую редакцию, но трек так никогда и не был записан. Его реализации воспрепятствовала теперь уже журналист телеканала «РТР» (ВГТРК-Петербург) Юлия Лаврова, освещавшая выборы Партии Власти и Президента России. Юлия «Активная» Зарецкая (после замужества Лаврова) была приглашённой барабанщицей группы «Народное ополчение», также записывавшейся на студии «Begemotion Records» в 1983—1986 годах.
Первая жена Лаврова, тоже Юлия (Голубева) отметилась на барабане в записи песни Фёдора Лаврова «Рейгандроп» для альбома «Бит Заел» (так же запрещённого в 1984 году) «Народного ополчения». В 2011 Фёдор развёлся во второй раз и женился в третий, на Анне Турчан, молодой московской художнице.
В 2013 году, с небольшим опозданием, к тридцатилетию создания группы, была поставлена та самая точка — точка невозврата, после которой группа «Отдел самоискоренения» стала уже историей. Именно в 2013 году студией «Begemotion Records» была издана «Антология» творчества группы в 3-х томах, включающая в себя абсолютно все сохранившиеся записи группы, начиная с проб 1981 года и заканчивая бонусами, ремейками и перезаписанными с новым саундом версиями «ОС» 90-х годов.
Релиз разбит на три тома: ОС#1 содержит записи 1981—1983 годов, выходившие на плёнке с названием «Лозунги Манифестаций». ОС#2 — записи 1984, выходившие на синглах и альбоме «До и От». ОС#3 — записи песен ОС записанные Лавровым в 1994, в исполнении группы «Begemot» 1997 года, также сюда включены бонус-треки периода 1983—1985, записанные Фёдором Лавровым на своей студии и иногда включаемые в сборники «ОС», выходившие в 80-х. Записи группы собраны из сохранившихся архивов, восстановлены и изданы анонимным благотворителем.
С 2013 года Фёдор Лавров не занимается «Отделом самоискоренения», перестал играть панк-рок, но навсегда остался свободолюбивым панком по своей натуре. С 2001 года выступает и записывается, как «FEDDY».
25 июля 2014 года в Санкт-Петербурге в клубе «Камчатка» состоялся первый в истории концерт «Отдела Самоискоренения» спустя почти 30 лет.
20 сентября 2014 года вышел новый релиз группы под названием «Красный Карфаген».

### Манифест «ОС»
Манифест и автобиография «ОС» Фёдора Лаврова полностью передаёт дух 80-х гг., историю группы, переживания её лидера :
«Прослушивание записей „ОС“ поможет выплеснуть негатив, ежедневно накапливаемый в организме. Вы избавитесь, а затем и искорените в себе самого себя, в том виде, в котором вы идентифицируете себя в мире. Вы сотрёте свой образ, работающий на публику (в том числе и зеркало), вашу маску. Вы вновь почувствуете себя зверем, способным зубами защищать свою жизнь, семью и территорию. Вы вновь, как миллионы лет назад, станете частью вселенной. Вы станете самим собой.
Вы больше не сможете быть рабом, цивилизации, жертвой нашего капиталистического общества. Вы будете свободны. И если отныне вы и разрешите миру вами управлять, то это будет ваше добровольное решение.
Самоискоренение это не бегство от мира и не внутренняя эмиграция.
Самоискоренение это освобождение от всего, присущего homo-sapiens, человеку-завоевателю. Это Путь к человеку Вселенной.
Нет денег — нет богатых и бедных.
Нет наркотиков — нет управления, нет рабов.
Закон сложен, так легче управлять от его имени.
Мир прост — выживает сильнейший.
Тот кто владеет самым главным — самим собой, тот сильнее всех.
Любите все вокруг себя, так же, как вы любите себя.»
(с) ОС 1984

### Автобиография «ОС»
«Отдел самоискоренения» — переделанное название какого-то абсурдного отдела из вполне антисоветской книги Стругацких, невероятно популярных в советское время фантастов. Группа появилась в 1982 году, когда, наигравшись в чужих после-школьных проектах на барабанах, я решил писать свои песни. В группе играли те же люди, что и в «Народном Ополчении», просто песни пел я сам, хотя на барабанах играть не перестал. На самом деле, вместе с «Н. О.» мы пытались вступить в Ленинградский Рок-Клуб, потому что это было единственное место, где мы могли иметь шанс выступать. Но мы не прошли, наши тексты не «залитовали». Там была некая матрона, которая сидела в своём отдельном кабинете и проверяла на политкорректность тексты групп, страстно желающих попасть под контроль КГБ, открывшего к радости hippies и появляющихся уже punks этот пресловутый Рок-Клуб".
Полный текст от автора можно прочитать в соц.сети (Отдел самоискоренения — история протеста — #ПЕРЕПАНК).

### Отношение «ОС» к деньгам и славе
«На „ОС“ нельзя зарабатывать и невозможно заработать. Поэтому эта запись везде должна распространяться только бесплатно.
Если вам захочется получить автограф „ОС“ на вашем диске, фотографии или открытке, оставьте эту мысль или распишитесь сами, потому что в этом издании есть и толика вашего творчества» (с) Begemotion Records

## Составы

### Первый состав (1982—1983)
• Фёдор «Feddy» «Бегемот» Лавров — автор, голос, барабаны, звукозапись 

• Александр «Алекс Оголтелый» Строгачев — бас-гитара 

• Дмитрий «Ослик» Пшишляк-Парфенов — гитара

### Второй состав (1984)
• Фёдор «Feddy» «Бегемот» Лавров — автор, голос, гитара, звукозапись 

• Валера Валюта — бас 

• Дима «Волосатый» Бучин — барабаны

### Третий состав (2014)
• Фёдор «Feddy» «Бегемот» Лавров — автор, голос, гитара, звукозапись 

• Андрей Чернов — гитара 

• Гоша Соловьёв — бас 

• Кирилл Павловский — барабаны

### Четвёртый состав (2015)
• Фёдор «Feddy» «Бегемот» Лавров — автор, голос, гитара, звукозапись 

• Женя Титов — бас 

• Кирилл Павловский — барабаны

### Пятый состав (2015)
• Фёдор «Feddy» «Бегемот» Лавров — автор, голос, гитара, звукозапись 

• Антон Образина — бас 

• Григорий Ениосов — барабаны

### Шестой состав (2015)
• Фёдор «Feddy» «Бегемот» Лавров — автор, голос, гитара, звукозапись 

• Максим «Miscroraver» Макаренко — бас 

• Григорий Ениосов — барабаны

## Дискография
- 1983 «Лозунги Манифестаций» (СССР, Begemotion Records, MC)
- 1984 «До и От» (СССР, Begemotion Records, MC)
- 1984 «Сборники»
- 2013 «Отдел самоискоренения» («Антология») (Россия, Begemotion Records, 3CD)
- 2014 «Войны для Воинов» (Россия, Войны Для Воинов Рекордс, 7")
- 2015 «Антивсё (Полное досье 1981—1984)» (Россия, Издательство Сияние, 2CD)
- 2015 «ОС Зла»
- 2015 «Военная Монархия» (макси-сингл)
- 2015 «Baltic Tour» (сплит-кассета ОС/Kalashnikov Collective)
- 2015 «Lenin On a Coin, Eagle Underneath» (EP)
- 2016 «Друзья» (сборник синглов 2015)
- 2016 «Wild bad boys» (сингл)